# 김화 김씨
김화 김씨(金化金氏)는 강원특별자치도 철원군 김화읍을 본관으로 하는 한국의 성씨이다.
시조 김경언(金景言)은 고려에서 시중시랑평장사(侍中侍郞平章事)를 지내고 고려 왕실로부처 충장(忠壯)이란 시호(諡號)와 김화군(金化君)에 봉해졌다.

## 참고 자료
- “김화김씨(金化金氏)”. 뿌리를 찾아서.[깨진 링크(과거 내용 찾기)]